# Хайре, Хасан Али
Хасан Али Хайре (сомал. Xasan Cali Khayre, араб. حسن علي خيري‎; род. 15 апреля 1968, Галгудуд, Галмудуг) — государственный и политический деятель Сомали. 23 февраля 2017 года был выдвинут на должность премьер-министра президентом Сомали Мохамедом Абдуллахи Мохамедом и единогласно одобрен парламентом 1 марта 2017 года. Хасан Али Хайре ранее работал в нефтяной промышленности, был региональным директором благотворительной организации Норвежский совет по делам беженцев и занимал пост руководителя британской нефтяной компании Soma Oil & Gas.

## Биография

### Ранние годы
Хасан Али Хайре родился в населённом пункте Джакар, провинция Гальгудуд, примерно в 50 километрах от города Эль-Буура, в семье из племени хавийе. Окончил начальную и среднюю школу в Могадишо. В 1991 году, спасаясь от гражданской войны, Хасан Али Хайре переехал жить в Норвегию, где поступил в Университет Осло в 1994 году. У Хасана Али Хайре двойное гражданство — Норвегии и Сомали. В 1998 году окончил университет, получив диплом по политологии и социологии, а затем продолжил обучение в Эдинбургской бизнес-школе и Университете Хериота-Уатта.

### Ранняя карьера
В 2002 году вернулся в Осло, где поступил на службу в Норвежский совет по делам беженцев. Затем занимался частным бизнесом, но в 2006 году вновь вернулся в Норвежский совет по делам беженцев в качестве регионального менеджера, где проработал ещё 9 лет. В июне 2012 года конвой Норвежского совета по делам беженцев подвергся нападению в северо-восточной части Кении по данным норвежской газеты Verdens Gang. Один из водителей был убит на месте, несколько других получили ранения. Один норвежец, один канадец, два пакистанца и один филиппинец попали в плен. Четыре дня спустя они все были освобождены местными полувоенными формированиями после боя с боевиками. Норвежский совет по делам беженцев, который возглавлял Хасан Хайре, был признан норвежским судом виновным в грубой халатности при планировании гуманитарной миссии. Хасан Хайре также был фигурантом уголовного дела по факту возможной коррупционной деятельности в британской компании Soma Oil & Gas, хотя дело было прекращено из-за отсутствия доказательств.

## Soma Oil & Gas
В 2013 году Хасан Али Хайре занял должность исполнительного директора британской нефтяной компании Soma Oil & Gas. В феврале 2016 года Организации Объединённых Наций уведомила Великобританию и Норвегию о том, что Хасан Али Хайре возможно связан с экстремистскими группировками в Восточной Африке, включая Харакат аш-Шабаб, который взял на себя ответственность за ряд смертоносных террористических атак в Сомали. Однако, после тщательного расследования, ООН не нашла убедительных доказательств того, что Хасан Хайре на самом деле поддерживает контакты с террористами. 23 февраля 2017 года Хасан Али Хайре был снят с должности исполнительного директора Soma Oil & Gas.

## Премьер-министр
23 февраля 2017 года президент Сомали Мохамед Абдуллахи Мохамед написал в Твиттер о назначении Хасана Али Хайре премьер-министром страны. До своего назначения на пост премьер-министра он никогда не занимал государственные должности, хотя на протяжении своей карьеры имел контакты с высокопоставленными руководителями и правительственными чиновниками различного уровня. На заседании, состоявшемся 1 марта 2017 года, члены парламента подавляющим большинством голосов утвердили назначение Хайре на пост премьер-министра. 21 марта 2017 года Хасан Али Хайре поблагодарил парламентариев за их поддержку и представил свою кандидатуру в Кабинет министров Сомали, что 29 марта 2017 года было одобрено парламентом. Он пообещал заняться искоренением коррупции и привлечением к уголовной ответственности лиц, злоупотребляющих своим должностным положением. Также он отметил, что в центре внимания руководства страны должно быть укрепление безопасности и проведение широкомасштабных реформ.